# フリー・ウエイブ
株式会社フリー・ウエイブ（Free Wave Co., Ltd.） は、東京都世田谷区に本社を構える外国人人材に特化したモデル・タレント事務所である。1992年に設立され、外国人モデル、ハーフモデル、俳優、ナレーター、ダンサー、ミュージシャン、インフルエンサー、エキストラなど約3,000名が在籍している。 代表の高橋は、アメリカに住む友人からの「才能あるダンサーを日本で広めてほしい」という国際電話をきっかけに事務所を立ち上げたと語っている。広告、テレビ、映画、イベント、教育コンテンツ、ゲーム、インバウンドPRなど、多岐にわたる案件にキャスティング・マネージメントを行う老舗の外国人タレント事務所である。
2018年には、海外在住モデルの招聘とマネジメントを行う招聘モデル部門を開始し[2]、2019年にはナレーター音声のデータ納品サービス「Voice Agent」を開始した。NHK関連番組では20年以上にわたり、外国人タレントの継続的な出演実績を有している。
また、インバウンド向けプロモーションにも注力しており、自社運営のインフルエンサーコンテンツ「Puti Japan」では、現役インフルエンサーである社内スタッフが訪日外国人に向けた観光・文化・商品紹介などの情報をInstagramで日々発信している。
英語をはじめとする多言語対応と国際的なネットワークを強みに、国内外の制作会社・広告代理店からの信頼を集めている。

## 概要
外国人モデル事務所として設立。外国人モデル、外国人タレント、俳優、外国人ダンサー、外国人ミュージシャン外国人、ナレーターのマネジメントの業務を行う。

## 主な所属モデル・タレント・ナレーター・ダンサー・俳優
主な所属タレントには、岩国市公式ファンクラブのアンバサダーを務める川本アレクサンダーや、ジェレミー・クロディス、ジョエル・ショウヘイなどがいる。NHKのレギュラーキャストとしての実績もあるナレーターのハンナ・グレース、秋乃ろーざの他、映画『宝島』に出演した俳優のデリック・ドーバーや、デイビッド・サンタナも所属している。
川本アレクサンダー
- NHK「阿佐ヶ谷アパートメント」
- 日テレ「有吉ゼミ」 デカ盛りチャレンジ
- Eテレ「はじめましての2人旅」
- Mrs. GREEN APPLE 2023-2024 FC TOUR “The White Lounge” ダンサー
- ミュージカル『ヘアスプレー』Mr.ピンキー役
- The Musicalman 2025 ラルゴ役
- 藤井風　「まつり」(出演＆振り付け担当)
- 日本テレビ「踊る！さんま御殿！！」

ジョエル・ショウヘイ（俳優・ダンサー）
- ミュージカル『新テニスの王子様』The Third Stage　ドゥドゥ・オバンドゥ役
- ミュージカル「川越ボーイズシングー喝采のクワイアー」鈴木カーティス役
- 舞台「呪術廻戦」ミゲル役 出演
- 舞台『ブルーロック』 4th STAGE  蛇来弥勒役
- 短編映画『お茶の子、歳々。』ジェイコブ・ガンター役（第3回 横浜国際映画祭 短編部門上映作品）
- 藤井風 - きらり 　 燃えよ　“LOVE ALL ARENA TOUR 2022-2023”
- 藤井風 -藤井風 GENERATIONS from EXILE TRIBE "WONDER SQUARE LIVE TOUR 2022"

ジェレミー・クロディス（モデル）
- ミュージカル『新テニスの王子様』The Third Stage　ティモテ・モロー 役
- UNIQLO オンラインストア
- バンダイカードゲームCM
- ATTACHIMENT 2023-24AW show
- CITY TOKYO

クリス・マッコームス
- Amazon Prime Video「The Benza」主演クリス役：プロデュース、脚本[18]
- Amazon Prime Video「Benza English」クリス役：プロデュース、脚本[19]
- Amazon Prime Video「Getting Dirty in Japan(ゲッティング・ダーティ・イン・ジャパン)」レポーター
- テレビ朝日　CATCH THE WAVE『こだわりナビ』DJクリス[20]
- NHK「英会話フィーリングリッシュ」 ポール役
- NHK教育テレビ 「大西泰斗の英会話☆定番レシピ」スタジオパートナー[21]
- Netflix「FOLLOWERS」マイケル役[22]
- 映画「愛着」主演ルーカス役：プロデュース、脚本　2023年現在制作中

ヤンニ・オルソン
- にっぽん百名山 (2023「岩手山 早池峰山～宮沢賢治の世界を巡る?」レポーター)
- Cycle Around Japan (2023「Tokyo's Islands Niijima and Hachijojima」レポーター)
- NHK WORLD-JAPAN「Trails to Oishii Tokyo」レポーター[24]
- 小学館『BE-PAL』コラム連載中
- リンネル.jp　「ヤン二さんの北欧旅レポート」　シリーズ（2023～不定期掲載）
- Amazon Prime Video「The Benza」アレナ役
- Amazon Prime Video「Benza English」アレナ役[25]
- 池松壮亮×金田一耕助（NHK BS）マーガレット役
- NHK総合「世界はほしいモノにあふれている」ゲスト出演
- CHUMS カタログ

ハンナ・グレース
- NHK ラジオ「中高生の基礎英語 in English」スタジオパートナー
- アニメ「進撃の巨人」The Final Season オリジナルサウンドトラック）：Memory Lane

サフィヤ
- NHK「えいごであそぼ Meets the World」サフィー役 (レギュラーキャスト)
- NHK「英会話フィーリングリッシュ」オリビア役 (レギュラースキットキャスト)
- NHK 「大西泰斗の英会話  ★定番レシピ」（スタジオキャストとしてレギュラー出演）
- 舞台「All’s Well That Ends Well」ロンドンにて

秋乃ろーざ（ナレーター）
- NHKラジオ語学講座「ラジオ英会話」スタジオパートナー
- テレビ東京『世界が驚く職人技 ニッポン大好き外国人No.1決定戦』(優勝者)

ソフィー・S（PeachMilky／ピーチミルキー）コスプレイヤー
- FRIDAYデジタル写真集「妖精のはじめてvol.1, vol2」(講談社)
- ゲーム「LOLLIPOP CHAINSAW RePOP」アンバサダー
- 「リネージュII」イベント コスプレイヤー
- アニメExpo/コミケなど、イベント出演多数

ケイト・J（タレント・ナレーター）
- eFootball Championship MC
- IDホールディングス 広告モデル
- キャプテン翼～たたかえドリームチーム～ DREAM CHAMPIONSHIP 英語配信MC
- KANEBO 「I HOPE. 希望の口紅」英語ナレーション
- NHK コミュニケーション英語Ⅱラジオ (2024レギュラーキャスト)
- NHK連続テレビ小説「カムカム」英語教師 メアリー役

金児莉良（キッズモデル・タレント）
- NHK Eテレ「天才てれびくん」てれび戦士 2023年～
- MAZDA
- ユニクロ
- セントラルスポーツ
- 土屋鞄
- KRIF MAYER

ジェイ・タカ（ナレーター）
- 「アイシールド21」小早川瀬那役 (英語吹き替え)
- 「Genbanojo」げんばのじょう-玄蕃之丞- 英語吹き替え版 玄蕃之丞役
- 「ZIP! Shimezo」チャックしめぞう 英語吹き替え版
- 「Far-Fetched」Griff役
- 「Final Fantasy Brave Exvius」  Richt役
- 「Azure Striker Gunvolt 3」 　   Stratos役

その他以下のタレントも所属している
- トキ(TOKI)
- ジュア
- ロイック・ガルニエ
- オレリアン
- 栃木愛シャ
- ミツギ（光義）
- ジョシュア・ヌワエメ
- Dr.ネイト
- マノン・P
- ピヨテ
- フィリッポ
- ヴィナイ・マーシー
- レア・T
- アレク
- クーチン埜亜